# 農嫩湖
54°26′2″N 13°24′50″E / 54.43389°N 13.41389°E

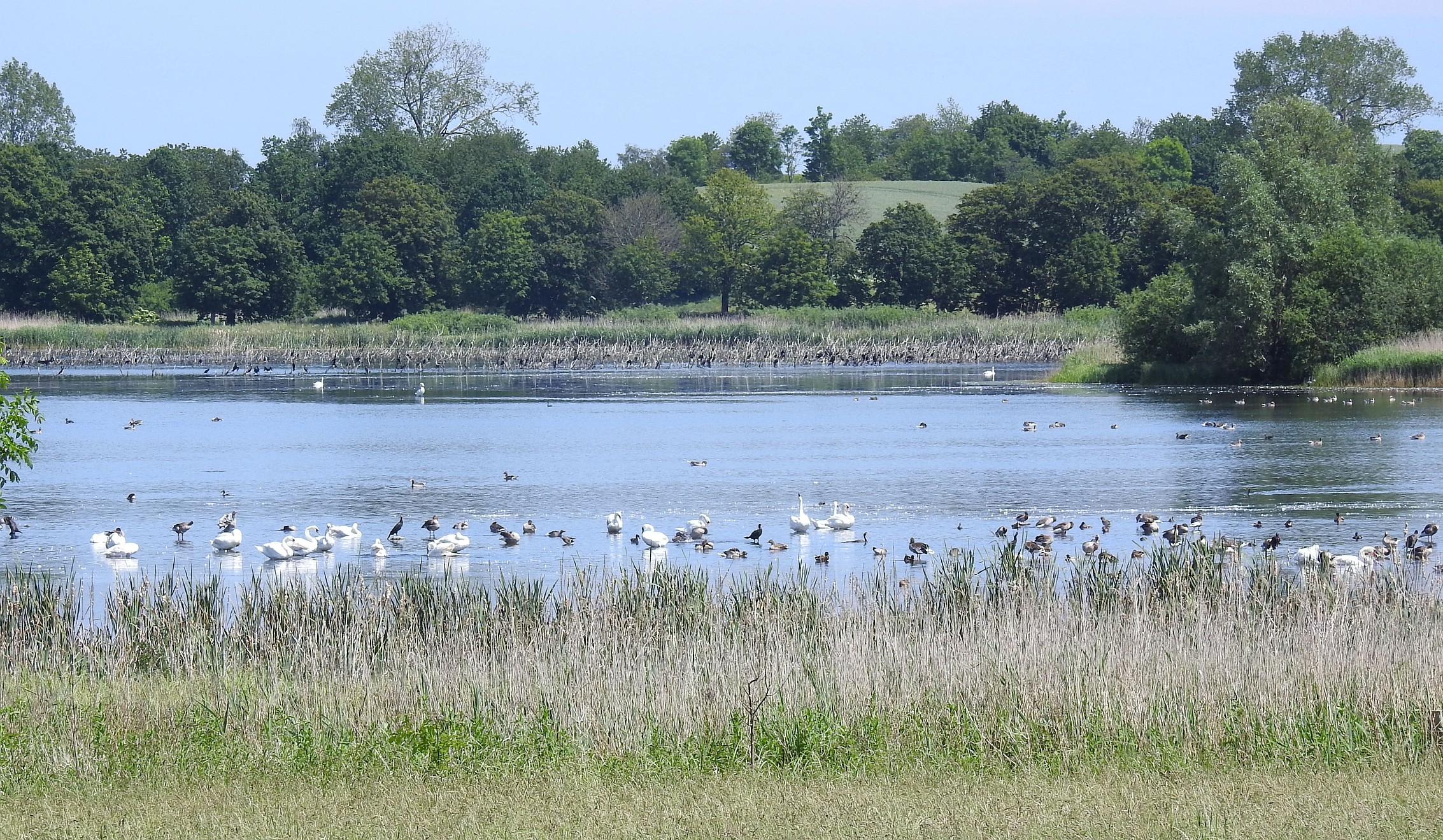

農嫩湖（德語：Nonnensee），是德國的湖泊，位於該國東北部梅克倫堡-前波美拉尼亞州，由呂根島貝爾根負責管轄，面積0.7平方公里，海拔高度16米，該湖泊有80種鳥類棲息。